# Opération Goldeneye
Pour les articles homonymes, voir Goldeneye (homonymie), L'Œil d'or (homonymie) et Œil (homonymie).
Seconde Guerre mondiale
Batailles
Opération Torch (1942)
L'opération Goldeneye (signifiant opération Œil d'or) est un plan d'opération militaire stratégique de l'Empire britannique et des alliés de la Seconde Guerre mondiale, pour conserver le contrôle militaire stratégique du détroit de Gibraltar britannique entre 1941 et 1943, en cas de coalition entre l'Espagne du général Franco, et l'Empire allemand d'Adolf Hitler. Cette opération menée par le célèbre officier du renseignement militaire britannique et agent secret Ian Fleming inspire son œuvre de roman d'espionnage James Bond 007, avec en particulier le nom de sa villa Goldeneye, et le nom du dix-septième film de James Bond GoldenEye avec Pierce Brosnan en 1995… 

## Historique
À la suite du projet d'opération Felix d'Adolf Hitler et du général Franco (projet de coalition de l'Allemagne et de l'Espagne, et de prise militaire de Gibraltar par les Nazi et les puissances de l’Axe Rome-Berlin-Tokyo) Ian Fleming (capitaine de corvette du service de renseignements de la marine britannique - Naval Intelligence Division - NID (en)) est nommé chef de l'« opération Goldeneye » en août 1940, par les Forces armées britanniques de l'Empire britannique, pour assurer le contrôle stratégique du trafic de la Royal Navy et des alliés de la Seconde Guerre mondiale dans le détroit de Gibraltar (base de la Force H, et forteresse britannique stratégique au point de contrôle du passage maritime entre la mer Méditerranée et l'Océan Atlantique de l'Histoire militaire de Gibraltar durant la Seconde Guerre mondiale).

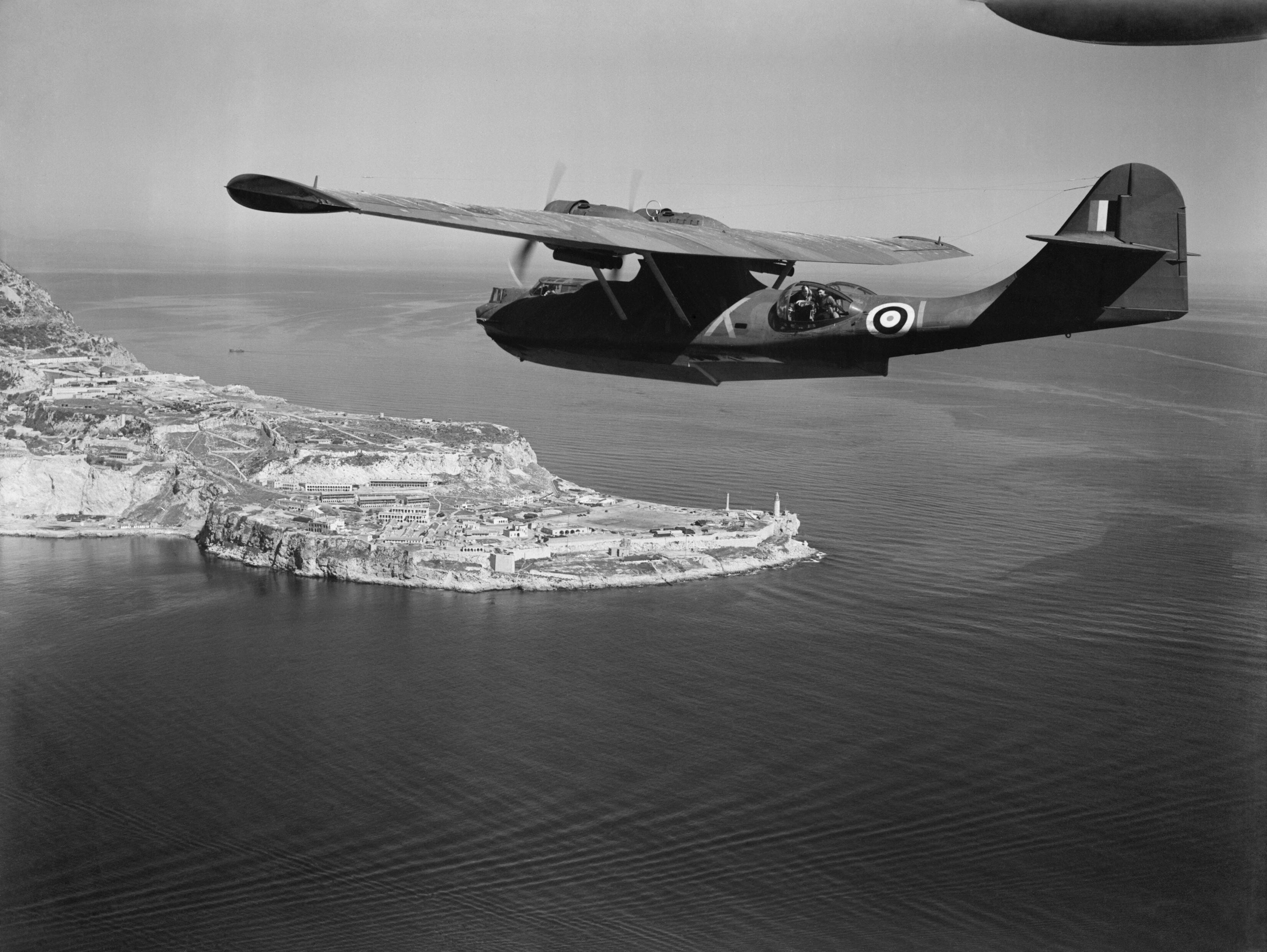
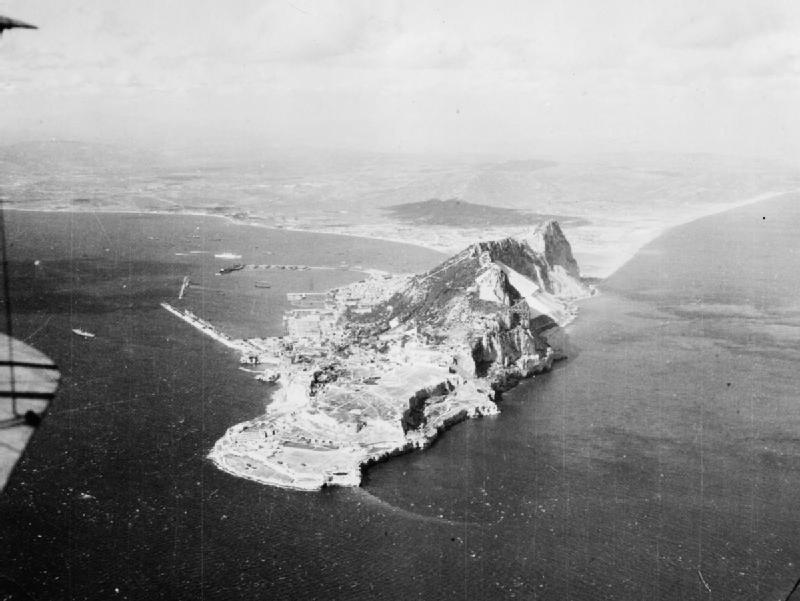

Fleming se rend à Gibraltar du 16 février au 26 février 1941, où il rencontre et collabore sur place entre autres avec l'agent du renseignement naval britannique en Espagne Alan Hillgarth, et avec le fondateur de l'Office of Strategic Services américain (OSS, puis de la CIA) William Joseph Donovan... Il évalue la situation et les moyens locaux, met en place un réseau de surveillance militaire de l'Afrique du Nord et de la péninsule Ibérique, coordonne son opération avec divers services de renseignements britanniques et alliés, instaure un lien de chiffrement sécurisé entre Londres et le bureau de liaison Goldeneye, installe un bureau de secours à Tanger au Maroc... Hillgarth fourni une grande partie du plan de la campagne de guérilla et de sabotage conséquent en cas d'alliance entre l'Empire allemand et l'Espagne.

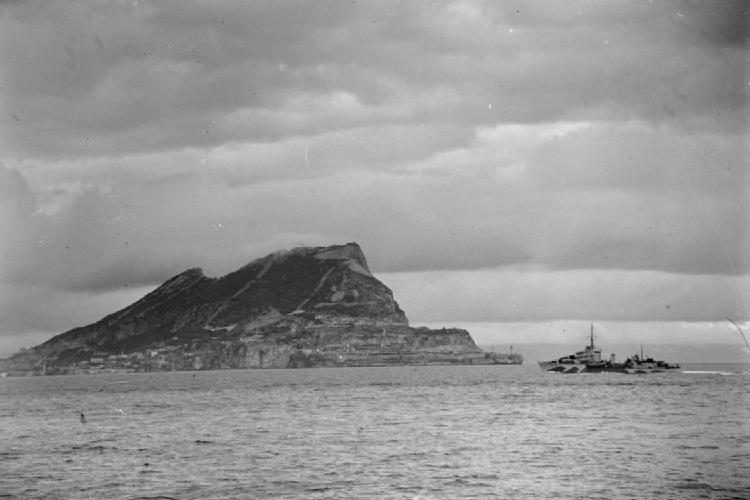
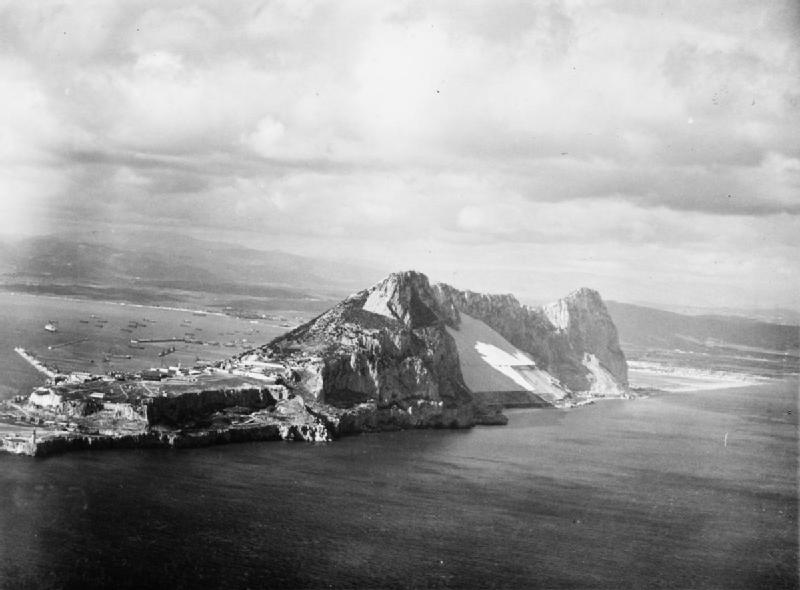
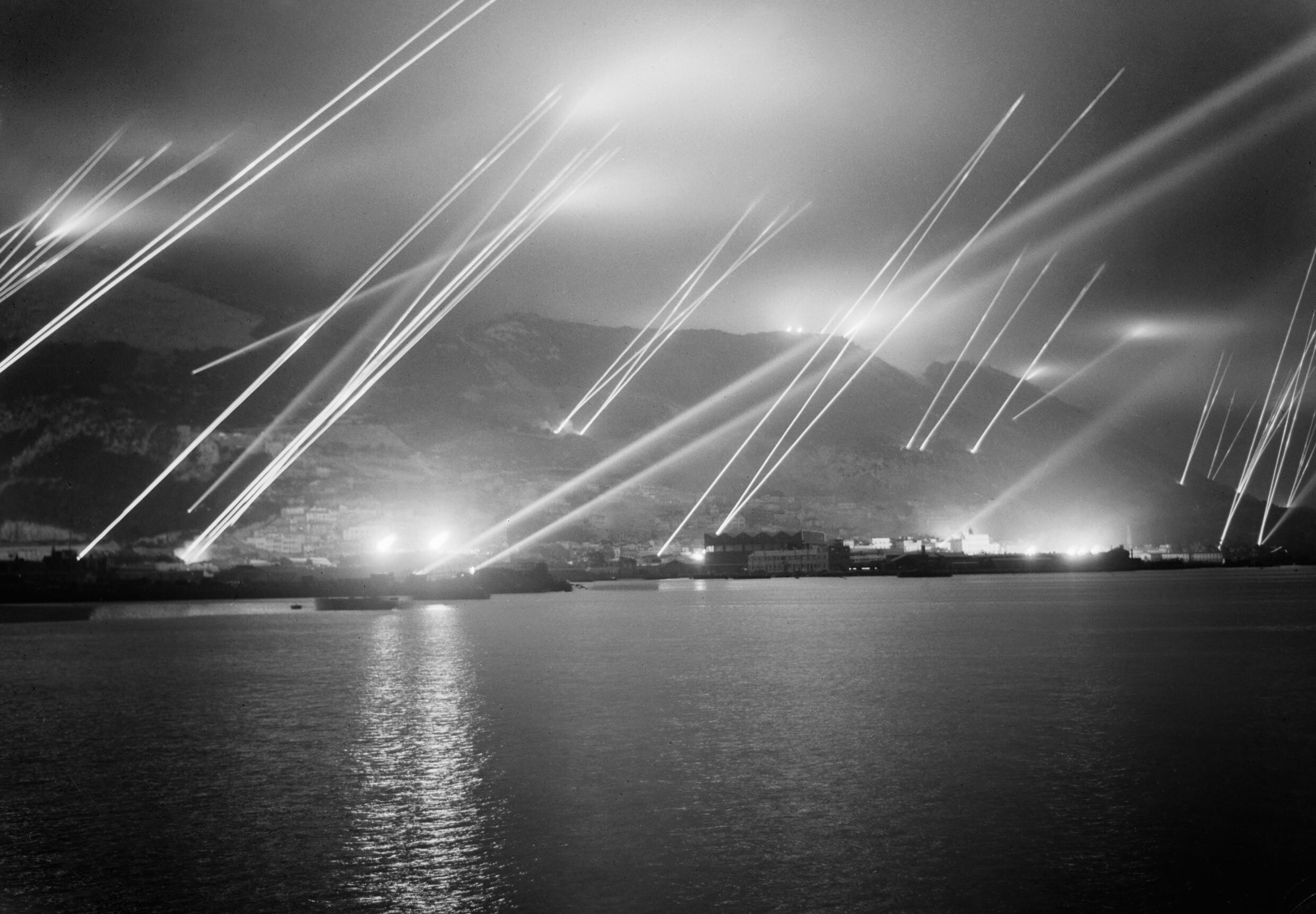
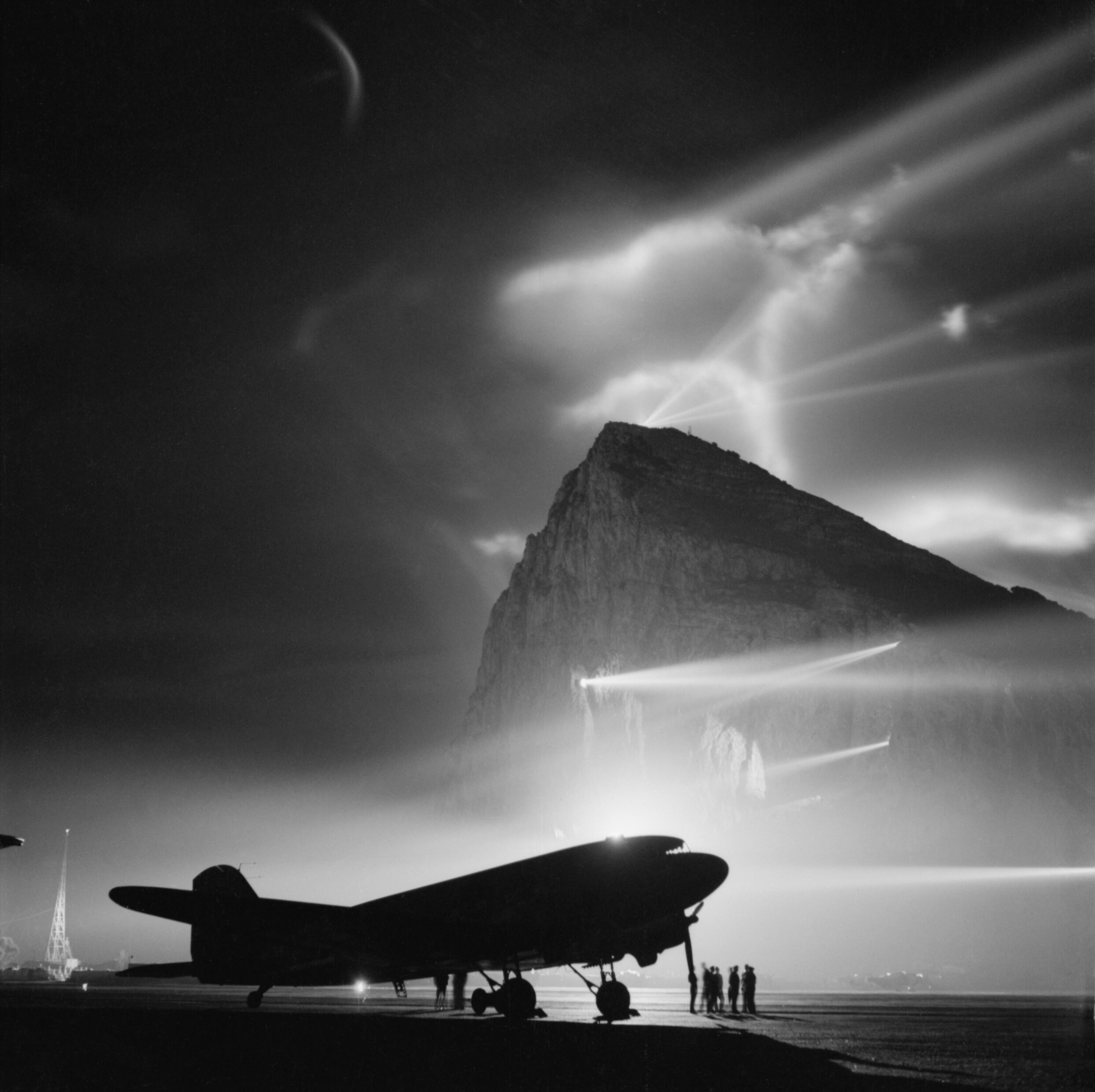

L'opération Goldeneye appuie l’opération Torch du général Eisenhower du 8 novembre 1942 (débarquement allié de la campagne d'Afrique du Nord en Afrique française du Nord) puis prend fin en août 1943 à la fin de la menace d'alliance de l'Espagne avec les Nazis.

Logotype du film James Bond 007 GoldenEye de 1995.

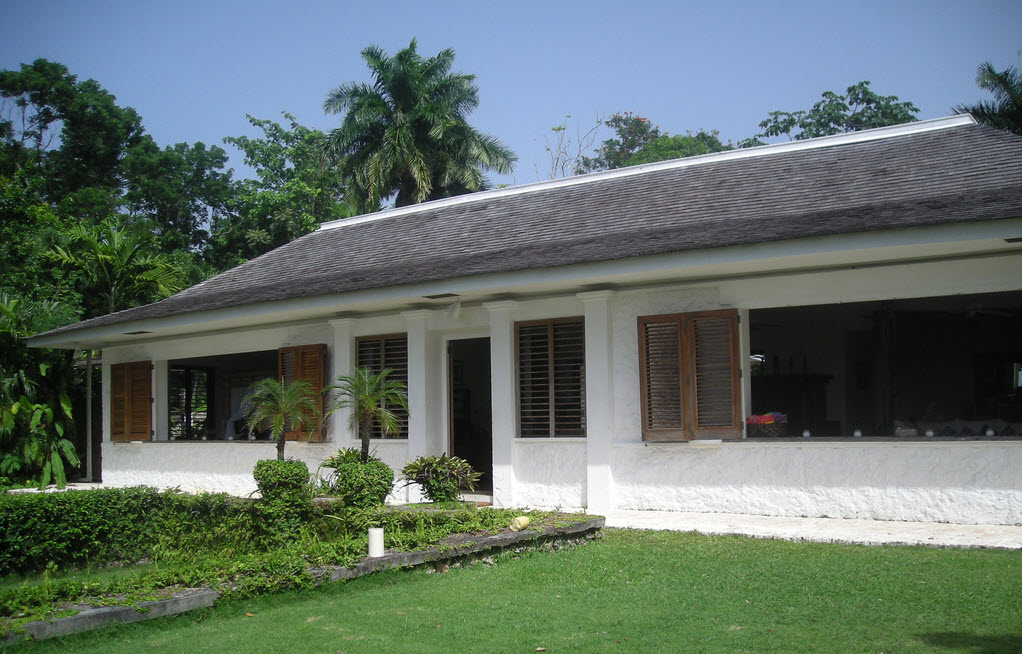
Villa Goldeneye de Ian Fleming en Jamaïque dans la Mer des Caraïbes, ou il a créé et écrit tous les romans de la série James Bond.

## Goldeneye après la guerre
À la fin de la guerre, Ian Fleming quitte la Royal Navy et poursuit sa carrière en tant que journaliste, et en tant que célèbre romancier de roman d'espionnage. Cette opération lui inspire le nom de sa villa Goldeneye (Jamaïque) qu'il se fait construire en Jamaïque dans la mer des Caraïbes aux Bahamas, où il crée et rédige en douze ans (entre 1946 et sa disparition en 1964) sa célèbre saga de quatorze romans d'espionnage et de scénarios de films à succès international James Bond 007 (inspirés entre autres par cette opération). Cette opération inspire également le titre et le scénario du dix-septième film de James Bond GoldenEye avec Pierce Brosnan en 1995.